# Efekt Glasgow
Efekt Glasgow (ang. Glasgow effect) – fenomen zaobserwowany na terenie miasta Glasgow polegający na nie dającym się wytłumaczyć złym stanie zdrowia jego mieszkańców oraz skróceniu ich przeciętnej długości życia w porównaniu do innych regionów i miast w Wielkiej Brytanii, a nawet w całej Europie. Zdaniem epidemiologów ubóstwo nie może być uznawane za jedyną przyczynę tego stanu rzeczy.
W miastach takich jak Birmingham, Liverpool czy Manchester, które podobnie jak Glasgow stawiły czoła dezindustrializacji i znajdują się w podobnej sytuacji ekonomicznej, przeciętna długość życia mieszkańców jest większa. Niewyjaśnionym pozostaje również fakt, iż 10% najbogatszych mieszkańców Glasgow żyje przeciętnie krócej, niż jest to notowane wśród analogicznych grup zamieszkujących pozostałe miasta Wielkiej Brytanii.

## Wskaźniki śmiertelności

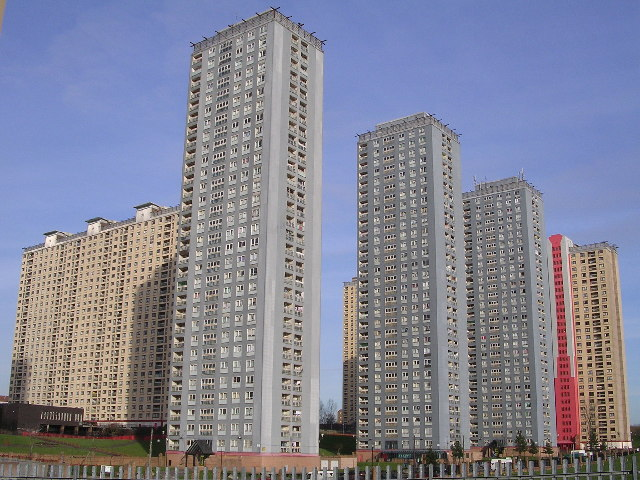
Red Road – bloki wielkopłytowe pomiędzy dzielnicami Balornock i Barmulloch w Glasgow. Wyburzone 11 października 2015.

Badania prowadzone przez Davida Walsha w 2010 sugerują, że sytuacja ekonomiczna takich miast jak Glasgow, Liverpool czy Manchester jest niemal identyczna. Glasgow spośród tych miast wyróżnia fakt, iż liczba przedwczesnych zgonów jest tam wyższa o ponad 30%, a liczba wszystkich zgonów o 15%.
Wskaźniki śmiertelności w Glasgow są najwyższe w Wielkiej Brytanii i należą do najwyższych w Europie. Przeciętna długość życia mieszkańca płci męskiej Glasgow to 71,6 lat (przy średniej długości życia mężczyzn w całej Wielkiej Brytanii 78,2 lata), a dla mieszkanki 78 lat (przy średniej długości życia kobiet w całej Wielkiej Brytanii 82,3 lata). Zgodnie z danymi Światowej Organizacji Zdrowia z roku 2008, przeciętna długość życia mężczyzn zamieszkujących dzielnicę Calton w Glasgow wynosiła 54 lata. Fenomen ten tłumaczy się powszechnym nadużywaniem narkotyków i alkoholu, a także występowaniem tam brutalnych gangów.

## Hipotezy

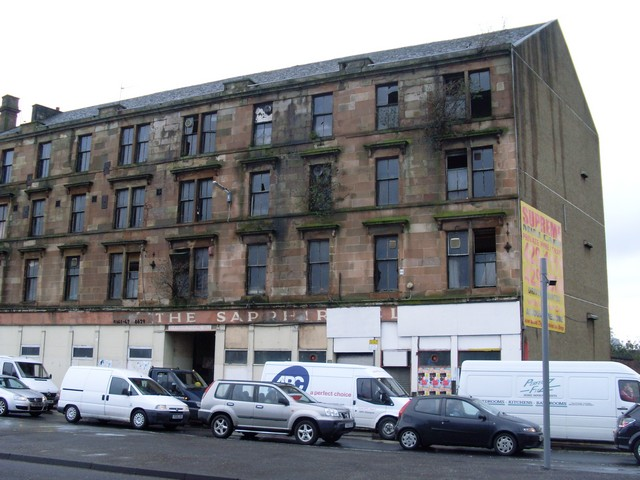
Opuszczona kamienica w Glasgow.

Epidemiolodzy nie potrafią wytłumaczyć tego zjawiska zwiększonej śmiertelności, które nie występowało aż do roku 1950. Według „The Economist” problem wygląda na racjonalnie niewytłumaczalny: Zupełnie jakby jakieś złe opary wydobywały się nocą z Clyde i osiadały w płucach śpiących mieszkańców.
Według Walsha i wsp. problem zdaje się narastać począwszy od lat siedemdziesiątych ubiegłego wieku.
W celu wyjaśnienia fenomenu zostały zaproponowane rozmaite hipotezy: niedobór witaminy D spowodowany deficytem nasłonecznienia, zimne zimy, niedoszacowanie ubóstwa przez prowadzone statystyki, wysoki poziom stresu, kultura alienacji czy pesymizm spowodowany industrializacją oraz następującą po niej dezindustrializacją. Jednakże w porównaniu do innych europejskich miast, które przeszły przez bardzo podobne procesy, Glasgow charakteryzuje się wskaźnikami umieralności wyższymi o 15%.
Chief Medical Officer for Scotland, dr Harry Burns, odwołuje się do wyników badań sugerujących, że przewlekły stres, szczególnie w przypadku dzieci, ma wpływ na strukturę płatów czołowych mózgu, a te oddziałują na fizyczną reakcję na stres, co może powodować przewlekłe problemy ze zdrowiem. Jak sugeruje dr Burns, na zdrowie wpływają po części także takie czynniki jak to, czy ludzie mają poczucie kontroli nad własnym życiem oraz to czy postrzegają swoje otoczenie jako zagrożenie czy źródło wsparcia. Jak dotąd nie przeprowadzono badań szacujących poziom kortyzolu – hormonu zaangażowanego w regulację stresu wśród ludności zamieszkującej poszczególne miasta Wielkiej Brytanii.
Prof. Adrian Raine z Uniwersytetu Pensylwanii w artykule dla „The Economist” zauważa, że w szkockich mediach gloryfikuje się kulturę „nedów”" (ang. scot. ned culture), będących odpowiednikiem polskich dresiarzy, i sugeruje, że w Glasgow może występować wyższy odsetek psychopatów niż w innych miastach Europy. Konsekwencją tego jest zwiększona liczba przypadków depresji wśród mieszkańców miasta.